# Feistritz ob Bleiburg
Feistritz ob Bleiburg (słoweń. Bistrica nad Pliberkom) – gmina targowa w Austrii, w kraju związkowym Karyntia,  w powiecie Völkermarkt. Liczy 2115 mieszkańców (1 stycznia 2015).